# Indonesian Idol
Indonesian Idol är Indonesiens version av Idols. 
Programmet har pågått sedan 2004 men inte varje år.
En jury, som bland annat består av Daniel Mananta, Marissa Nasution och Anang Hermansyah, ska i hela Indonesien leta efter morgondagens popstjärna. Det indonesiska folket får sedan rösta fram finalister och vinnaren.

## Vinnare i Indonesian Idol
- 2004: Joy Destiny Tobing
- 2005: Mike Mohede
- 2006: Muhammad Ihsan Tarore
- 2007: Rini Wulandari
- 2008: Januarisman
- 2010: Igo Penturry
- 2012: Regina Ivanova
- 2014: Nowela Auparay
- 2018: Maria Simorangkir
- 2020: Lyodra Ginting
- 2021: Rimar Callista
- 2023: Salma Salsabil